# Luigi Conocchia
Luigi Conocchia (Sora, 1876 – Sora, 1906) è stato un poeta italiano.
È ricordato come il primo poeta dialettale sorano, citato da celebri linguisti come Clemente Merlo per la qualità artistica della sua produzione e per la correttezza e precisione formale con cui inaugura la grafia e la grammatica del dialetto sorano. Fu medico e chirurgo; ebbe modo di apprendere direttamente dalla voce del popolo il volgare di Sora, grazie al suo mestiere. Lasciò un'importante antologia di poesie, intitolata Frunne de cerqua, in italiano Frondi di quercia, del 1896.